# Enicurus leschenaulti
El torrentero coroniblanco (Enicurus leschenaulti) es una especie de ave paseriforme de la familia Muscicapidae propia del sudeste de Asia. Es la mayor especie de su género. Su rostro, garganta, cuello, pecho y manto son de color negro, al igual que la mayor parte de sus alas. Su obispillo es blanco, y también son blancas su frente y la parte frontal de su píleo, lo que le da su nombre común a la especie. Como los demás torrenteros, presenta una larga cola, profundamente ahorquillada y listada en blanco y negro. Existen ligeras diferencias morfológicas entre las cinco subespecies reconocidas.
Se encuentra en los montes de China, el sudeste asiático y el noreste del subcontinente indio. Es un pájaro tímido, que suele estar cerca del agua, buscando invertebrados en las orillas de los ríos y arroyos para alimentarse. Su época de cría es entre marzo y septiembre, y posiblemente se extiende hasta octubre. También anida cerca del agua. Suele poner entre dos y cinco huevos, aunque la cantidad varía según la altitud. Pueden criar varias nidadas al año.

## Descripción

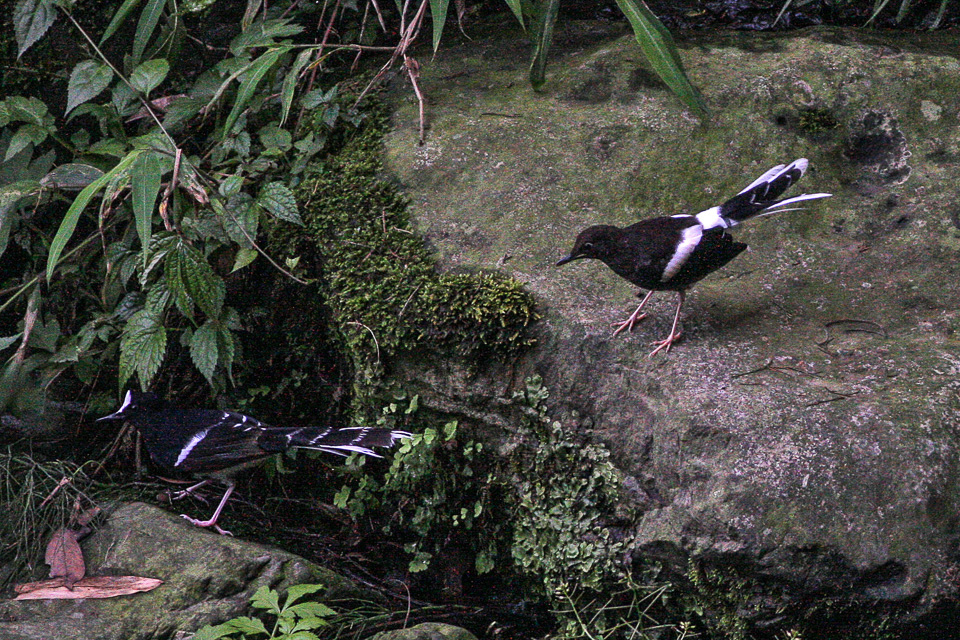
Adulto (izquierda) y juvenil (derecha) en Sichuan, China.

El torrentero coroniblanco es la especie de mayor tamaño de su género. Mide entre 25 y 28 cm de largo, y suele pesar entre 27 y 38 g, aunque algunos ejemplares han alcanzado hasta los 53 g. El plumaje de su garganta, cuello y pecho son negros, al igual que el de su rostro y manto. Su frente y parte frontal del píleo presentan una prominente mancha blanca, a veces visible como una pequeña cresta. Su vientre es blanco,, al igual que el obispillo. La cola de esta especie es larga y escalonada, y muy ahorquillada. Las puntas de las plumas de la colas son blancas, y las plumas exteriores de la cola son totalmente blancas. Presenta tres listas blancas en la cola más estrechas, creadas por las puntas blancas de las plumas más cortas. Las alas son principalmente negras con una prominente banda blanca que cruza las coberteras mayores. Los juveniles de la especie tienen las partes superiores, garganta, pecho y flancos de color pardo negruzco, y su vientre es presenta moteado pardo. Además carecen de la mancha blanca de la cabeza. El pico de la especie es negro, mientras que sus patas son de color rosado.
La subespecie indida E. l. indicus tiene el pico ligeramente más largo que la subespecie nominal E. l. leschenaulti, mientras que el pico de la subespecie china E. l. sinensis es ligeramente más corto que el de la nominal. La subespecie frontalis es un poco más pequeña que las demás, y la extensión de la mancha blanca de su cabeza es menor. E. l. chaseni es mayor que el resto de individuos de Sumatra, y también tiene el pico más largo.
El hecho de que su manto sea completamente negro, es una característica que lo diferencia de especies similares, como el torrentero moteado, que lo tienen moteado como indica su nombre, y el torrentero dorsigrís, que lo tiene gris. Se distingue del torrentero dorsinegro por su cola más larga y su mayor tamaño. El torrentero de Borneo es similar a la subespecie E. l. frontalis, pero con la cola más larga.
Se han registrado múltiples llamadas. La llamada de alarma y la de contacto son silbidos largos y agudos, descritos como «tsiii, tsiii» o «zwiiit». Estas llamadas se repiten muchas veces, con pausas entre ellas. La llamada de alarma es áspera y más enfática, descrita como «scrii» o «scrii chit chit». Los machos emiten silbidos largos y complejos durante la parada nupcial o muestran comportamiento territorial. Consiste en largos silbidos que van decayendo, si van seguidos de silbidos más cortos, chasquidos, o sonidos parecidos a campanas. Las llamadas de la subespecie borneensis son ligeramente diferentes de las demás.

## Taxonomía

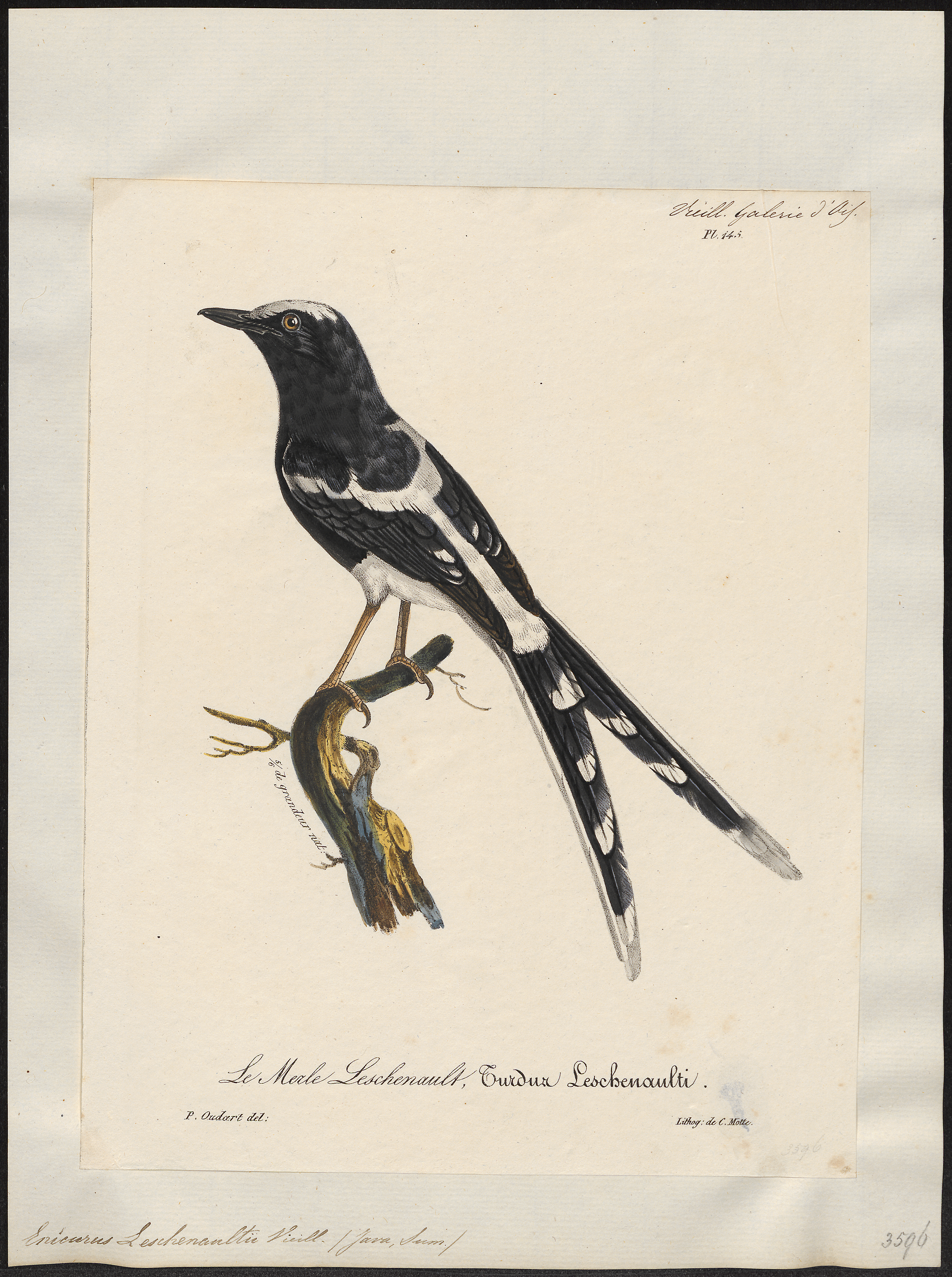
Ilustración pintada entre 1825 y 1834.

El torrentero coroniblanco fue descrito científicamente en 1818 por el ornitólogo francés Louis Jean Pierre Vieillot, a partir de un espécimen procedente de Java. Se reconocen cinco subespecies:
- E. l. indicus - se exitiende de Sikkim a Birmania, la provincia china de Yunnan, el norte de Tailandia y Vietnam;
- E. l. sinensis - se encuentra en el sur y este de China, incluyendo Qinghai, Gansu, Sichuan, Zhejiang y Guangdong;
- E. l. frontalis- presente en el sur y centro de la península malaya y en las islas de Sumatra y Nías, además de las regiones bajas de Borneo;
- E. l. chaseni - endémica de la islas Batu;
- E. l. leschenaulti - se encuentra en Java y Bali.

Está cercanamente emparentado con el torrentero de Borneo (Enicurus borneensis) que lo reemplaza en las zonas de montaña del norte Borneo, y que anteriormente se consideraba una subespecie del coroniblanco. E. l. frontalis y el similar torrentero de Borneo tienen diferente distribución altitudinal. El torrentero de Borneo cría entre las cimas de las montañas, mientras que la subespecie E. l. frontalis cría en los valles. Aunque se desconoce la delimitación geográfica exacta entre E. borneensis y E. l. frontalis. Los estudios genéticos han mostrado que el torrentero coroniblanco está más separado del torrentero dorsigrís y del torrentero chico que de las demás especies de su género.

## Distribución y hábitat
El hábitat del torrentero coroniblanco son las riberas de los bosques planifolios montanos húmedos tropicales y subtropicales. Como los demás torrenteros frecuenta los ríos de aguas rápidas, las cascadas, y arroyos de los bosques, aunque puede trasladarse a zonas con aguas más lentas en invierno. Su distribución altitudinal varía estacionalmente, y en las regiones del noreste del subcontinente indio, es probable que migren estacionalmente, ya que todos los registros de Bangladés son de los meses de invierno. También frecuenta las zonas de pantano y charcas forestales. Puede encontrarse en ríos y arroyos de aguas más lentas en las zonas más bajas de su área de distribución. Prefiere las zonas cubiertas de vegetación densa. En la isla de Borneo el torrentero coroniblanco a veces se encuentra en zonas más secas, como los sendas y barrancos de los bosques, y en brezales.
El torrentero coronigrís se extiende por una amplia distribución geográfica en el sur y sureste de Asia, incluido el noreste de la India, Bangladés, China, Birmania, Bután, Tailandia, Laos, Vietnam, Malasia, Indonesia y Brunéi. Su distribución altitudinal varía dependiendo de las regiones. En el Himalaya oriental la especie normalmente se encuentra por debajo de los 800 m s. n. m., aunque ocasionalmente puede encontrase hasta los 1250 m s. n. m., y excepcionalmente en los 2400 m s. n. m. en el estado de Arunachal Pradesh. En Sumatra y Borneo generalmente se observan hasta los 1400 m. Es abundante en la mayor parte de su área de distribución, salvo en el Himalaya, donde es poco frecuente. En China es la especie de torrentero más común. Su población es estable y lejos de los umbrales de amenaza por lo que la UICN lo cataloga como especie bajo preocupación menor.

## Comportamiento y ecología
Como las demás especies de torrenteros, se mantiene lejos del agua. Se describen como aves huidizas, que vuelan cerca del suelo, y generalmente emiten llamadas mientras vuelan. Con frecuencia se observa agitando su cola. Busca alimento en la orilla de los arroyos y dentro del agua, capturando principalmente in insectos, como escarabajos, grillos de agua, colémbolos y orugas.
El torrentero coroniblanco cría entre los meses de marzo y septiembre, y posiblemente hasta octubre. La época de cría varía ligeramente a lo largo de sus área de distribución. Las puestas se registran a principios de marzo en Borneo, y en una ocasión se avistó un progenitor con un pollo emplumado en febrero. El nido es un gran cuenco construido con musgo, hojas, fibras de madera y demás materia vegetal. Generalmente lo sitúan cerca del agua, y ocasionalmente en los barrancos forestales cercanos. Suele situarlo en un agujero en un talud o acantilado, o entre las raíces de los árboles, y también se ha observado tras una cascada. La localización del nido siempre está húmeda.
Suelen poner entre dos y cinco huevos, que pueden ser de color crema, rosado, o blanco grisáceo, y cubierto de motas pardo rojizas, salmón o lila. Los barranqueros coroniblancos del sur de China pueden llegar a criar dos nidadas por año. El número de huevos de la nidada varía según la latitud, los ejemplares de China suelen poner entre cuatro y cinco huevos. Se ha observado en Birmania que los nidos de la especie son parasitados por el cuclillo drongo.